# Dub pod rozvodnou
Dub pod rozvodnou je památný strom v Karlových Varech v městské čtvrti Drahovice. Roste ve svahu pod rozvodnou ČEZ nad Mattoniho nábřežím. Solitérní strom s nízko nasazenou rozložitou korunou je v dobrém zdravotním stavu. Okolí stromu zarůstá náletovými dřevinami. Měřený obvod kmene činí 339 cm, výška stromu je 18 m (měření 2014). Za památný byl vyhlášen v roce 1999 jako esteticky zajímavý strom, významný stářím a vzrůstem.

## Stromy v okolí
- Dub Jana Ámose Komenského
- Dub Moudrosti
- Mozartův dub
- Hrušeň v Drahovicích